# 保守連合
保守連合（ほしゅれんごう、英語: Coalition、直訳は「連合」または「提携」）は、オーストラリアの政党政治における中道右派の政党連合である。オーストラリア自由党とオーストラリア国民党、および地方自由党などにより形成される。連邦および州のレベルで、保守連合はオーストラリア労働党と対峙して事実上の二大政党制を実現してきた。野党の時も継続するが、州および時期によっては連合が解消される場合がある。
連邦レベルでは2007年11月の連邦議会選挙の結果自由党・国民党が野党になった。
2013年9月7日のオーストラリア総選挙は、保守連合が過半数を獲得して労働党を下し、6年ぶりの政権交代が実現した。保守連合の勝因は、労働党への国民の失望とされる。その後も労働党に対して勝利を重ねたが、2022年の総選挙ではスコット・モリソン政権の気候変動対策への消極的な姿勢や燃料高・住宅価格高騰といった問題に国民の不満が高まり、9年ぶりの政権交代を許した。
州レベルではニューサウスウェールズ州・ビクトリア州・クイーンズランド州で自由党・国民党の2党連合が野党である。
それら以外の州では保守連合は解消されている。南オーストラリア州では国民党の議員が労働党政権の大臣を務めている。

## 連邦政治での沿革
- 1922年：地方党とオーストラリア・ナショナリスト党（英語版）による連邦政権スタンレー・ブルース（英語版）首相。
- 1987年：4月に連邦保守連合が解消。8月に連合規約を改定して再発足。
- 2025年：5月に連邦保守連合が解消[5]。